# Vári Erzsébet

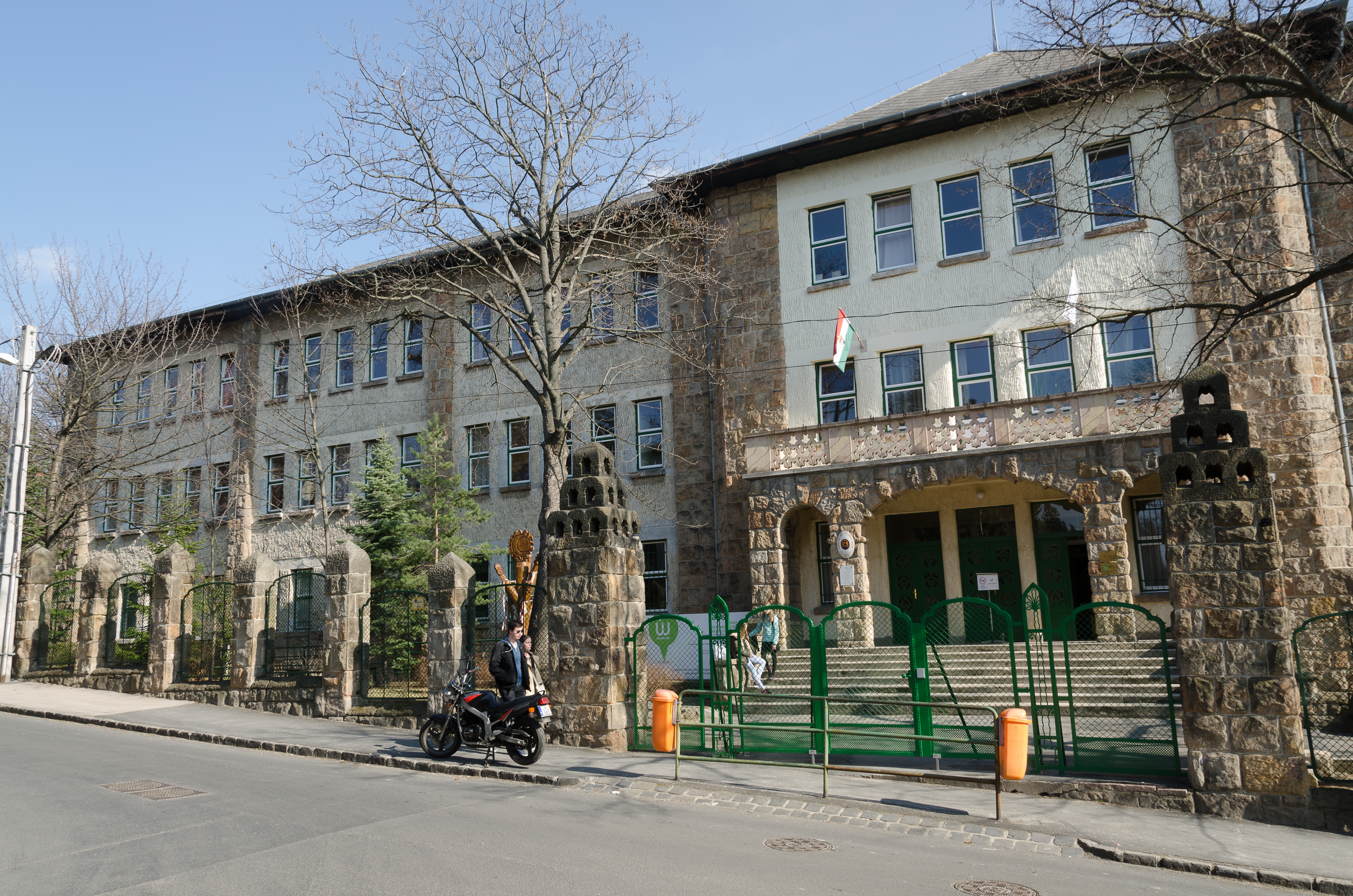
A Baár-Madas Református Gimnázium épülete, melyben 1993-ig a Móricz Zsigmond Gimnázium működött

Vári Erzsébet (Budapest, 1957. április 30. – Budapest, 2011. március 5.) középiskolai és főiskolai tanár, műfordító, társadalmi aktivista.

## Tanulmányai, munkássága
Egyetemi tanulmányait 1975–1980 között végezte az ELTE Bölcsészettudományi Karán, magyar-orosz szakon. Tizennégy évig (1980 és 1994 között) gimnáziumi tanárként dolgozott, először a Kölcsey Ferenc Gimnáziumban, majd a Móricz Zsigmond Gimnáziumban. 1986-ban doktori disszertációt írt A parabola problémája Andrej Platonov művészetében címmel. Doktori fokozatát 1988-ban Summa Cum Laude fokozattal szerezte meg. 2000-ben PhD fokozatot szerzett, szintén Summa Cum Laude minősítéssel. Tanított az ELTE BTK -n és a szombathelyi Berzsenyi Dániel Főiskolán.
Műfordítóként más orosz szerzők mellett Dosztojevszkij Bűn és bűnhődés című regényét is magyarra fordította.
A fordítások mellett az 1980-as évek közepétől haláláig folyamatosan publikált magyar és orosz nyelvű cikkeket, recenziókat folyóiratokban és más orgánumokban.

## Társadalmi aktivitása
Önkéntesként többek közt roma és szegény gyerekeket segítő programokban vállalt szerepet.
Szerzője volt a Méltóságot Mindenkinek Mozgalom CoMMunity elnevezésű honlapjának is. Főleg a TASZ-ban végzett antidiszkriminációs munkája kapcsán közölt cikkeket.
Részt vett a TASZ romaprogramjában, a cigánytelepi kutatásokban is, többek közt Sárospatakon, Sajókazán és más konfliktusos településeken vizsgálták a hatósági bírságolási gyakorlatokat.
A Literatúra hasábjain megjelent "A fordítástól a gyászig" c. búcsúzó sorokat Zeke Gyula írta.

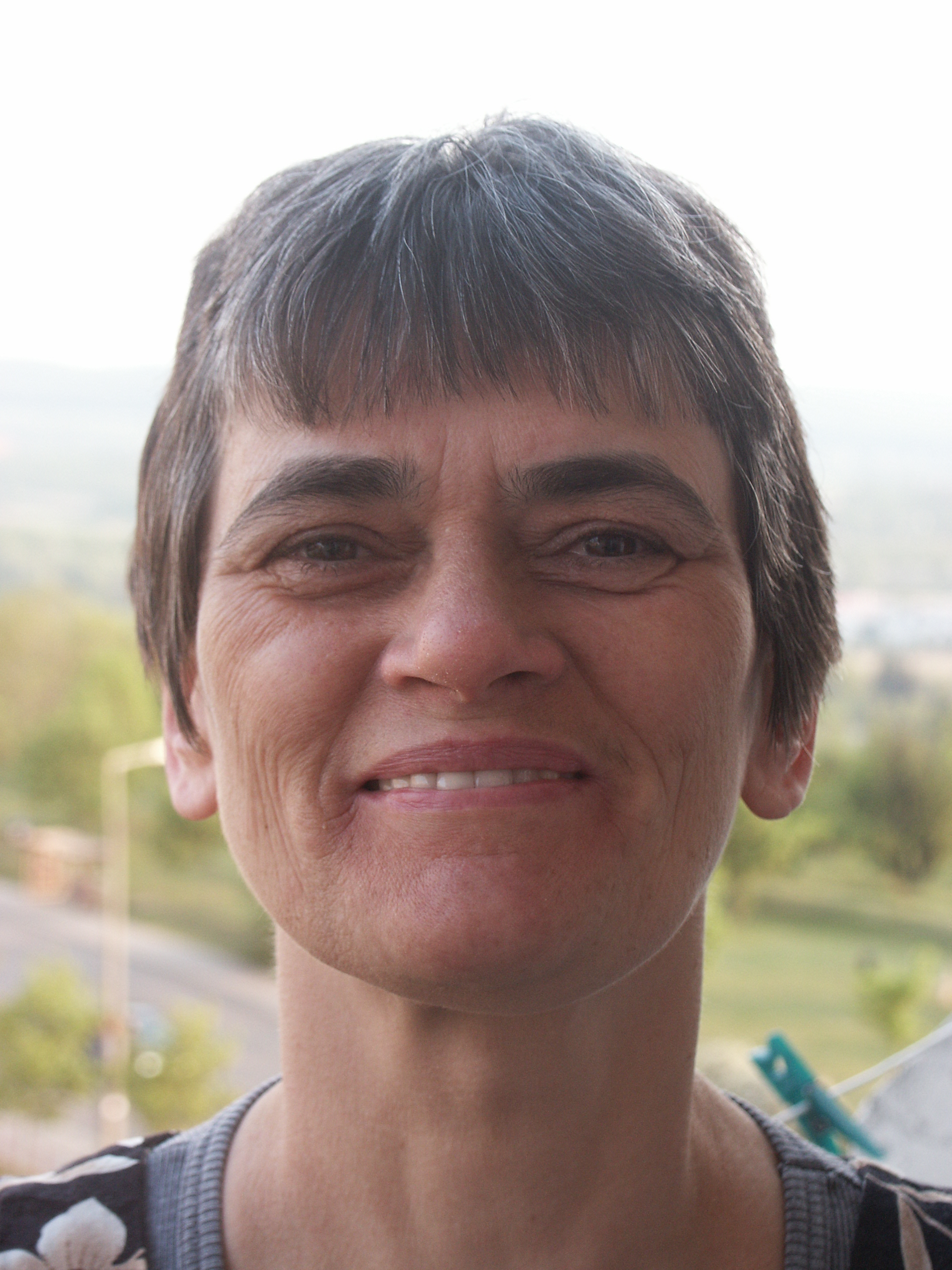
Vári Erzsébet 2007-ben Gazdagréten.

## Műfordításai
- Andrej Platonov: Munkagödör; ford. Király Zsuzsa, Vári Erzsébet; Európa, Bp., 1989
- Vladimir Nabokov: Camera obscura; ford. Vári Erzsébet, jegyz. M. Nagy Miklós; Európa, Bp., 1994 (Európa zsebkönyvek)
- Venyegyikt Jerofejev: Moszkva – Petuski; ford. Vári Erzsébet; JAK–Jelenkor, Bp.–Pécs, 1994 (Műfordító füzetek)
- Émilie Beaumont–Agnes Vandewiele: A Föld; ford. Vári Erzsébet, ill. Vincent Jagerschmidt, François Ruyer; Passage, Bp., 1997 (Nagy képeskönyvek)
- Émilie Beaumont–Agnes Vandewiele: Hegyek; ford. Vári Erzsébet, ill. Jacques Dayan, Vincent Jagerschmidt; Passage, Bp., 1997 (Nagy képeskönyvek)
- Apokalipszis – 1917. Írások az orosz forradalomról; ford. Rajka Ágnes, Vári Erzsébet, Zappe László, szerk., jegyz., utószó Szőke Katalin; Európa, Bp., 1997
- Andrej Tarkovszkij: A megörökített idő; ford. Vári Erzsébet; Osiris, Bp., 1998 (Osiris könyvtár. Film)
- Violette Rennert: Csomózások; ill. Pierre Ballouhey, ford. Vári Erzsébet; Passage, Bp., 1999 (Kis természetbúvár)
- Venyegyikt Jerofejev: Moszkva – Petuski; ford. Vári Erzsébet; 2. jav. kiad.; Jelenkor, Pécs, 1999
- Andrej Tarkovszkij: Napló; ford. Vári Erzsébet; Osiris, Bp., 2002 (Osiris könyvtár. Film)
- Aron Gurevics: Az individuum a középkorban; ford. Vári Erzsébet; Atlantisz, Bp., 2003 (Európa születése)
- Fjodor Mihajlovics Dosztojevszkij: Bűn és bűnhődés; ford. Vári Erzsébet; Jelenkor, Pécs, 2004
- Bernice Glatzer Rosenthal és M. Nagy Miklós (szerk.): Az okkult az orosz és a szovjet kultúrában, ford. Soproni András, Szabó Mária, Szilágyi Mihály, Teller Katalin, Vári Erzsébet; Európa, Bp., 2004
- M. Nagy Miklós (szerk.): Orosz népi posta; ford. Bártfay Réka, Molnár Angelika, Molnár Zsófia, Teller Katalin, Vári Erzsébet, Európa, Bp., 2005
- Vladimir Nabokov: Nevetés a sötétben; ford. Vári Erzsébet; Európa, Bp., 2007
- Daniel Arasse: Festménytörténetek; ford. Vári Erzsébet, Vári István; Typotex, Bp., 2007 (Képfilozófiák)
- Daniel Arasse: Művész a műben. Analitikus ikonográfiai esszék; ford. Vári Erzsébet, Várkonyi Benedek, Pataki Pál; Typotex, Bp., 2012 (Képfilozófiák)

## Tanulmányai
- Prudits Ella és Vári Erzsébet: Az egyetemes virágzás festője. Pavel Filonov (1883–1941). Iskolakultúra, 1999, 9. szám, 103-110.
- Vári Erzsébet: Dosztojevszkij - lengyel tükörben. Az Antikrisztus halála. Holmi, 2005, 2. szám, 233-238.